# Cymothales spectabilis
Cymothales spectabilis is een insect uit de familie van de mierenleeuwen (Myrmeleontidae), die tot de orde netvleugeligen (Neuroptera) behoort. 
Cymothales spectabilis is voor het eerst wetenschappelijk beschreven door Esben-Petersen in 1916.